# Heby AIF
Heby AIF, bildad 1912, är en idrottsförening i Heby. I fotboll var herrlaget nykomling i division 2 Norra Svealand 2007, efter slutseger i Division 3 Södra Norrland 2006. Man har även spelat i Division III på den tiden då det var Sveriges tredje högsta division. Heby AIF har tidigare även haft ett damlag som högst legat i division 1 under 90-talet.
Hemmaplanen heter Tegelvallen.
Heby AIF bedriver också en bordtennisverksamhet. A-laget spelade säsongen 2011/12 i division 3 och B-laget i division 4.

## Resultat efter säsong
| Säsong | Nivå | Serie                     | Placering | Serierörelse          |
| ------ | ---- | ------------------------- | --------- | --------------------- |
| 2001   | 4    | Division 3 Norra Svealand | 7         |                       |
| 2002   | 4    | Division 3 Norra Svealand | 2         |                       |
| 2003   | 4    | Division 3 Norra Svealand | 7         |                       |
| 2004   | 4    | Division 3 Norra Svealand | 10        | Nedflyttad            |
| 2005   | 5    | Division 4 Uppland        | 2         | Uppflyttad efter kval |
| 2006   | 5    | Division 3 Södra Norrland | 1         | Uppflyttad            |
| 2007   | 4    | Division 2 Norra Svealand | 9         |                       |
| 2008   | 4    | Division 2 Norra Svealand | 10        | Nedflyttad efter kval |
| 2009   | 5    | Division 3 Norra Svealand | 6         |                       |
| 2010   | 5    | Division 3 Norra Svealand | 5         |                       |
| 2011   | 5    | Division 3 Södra Norrland | 4         |                       |
| 2012   | 5    | Division 3 Södra Norrland | 6         |                       |
| 2013   | 5    | Division 3 Södra Svealand | 10        | Nedflyttad efter kval |
| 2014   | 6    | Division 4 Uppland        | 5         |                       |
| 2015   | 6    | Division 4 Uppland        | 4         |                       |
| 2016   | 6    | Division 4 Uppland        | 3         | Uppflyttad efter kval |
| 2017   | 5    | Division 3 Östra Svealand | 8         |                       |
| 2018   | 5    | Division 3 Norra Svealand | 8         |                       |
| 2019   | 5    | Division 3 Södra Norrland | 7         |                       |
| 2020   | 5    | Division 3 Södra Norrland | 8         |                       |
| 2021   | 5    | Division 3 Norra Svealand | 12        | Nedflyttad            |
| 2022   | 6    | Division 4 Uppland        |           |                       |

| Säsong | Nivå | Serie                     | Placering | Serierörelse |
| ------ | ---- | ------------------------- | --------- | ------------ |
| 2002   | 4    | Division 3 Uppland        | 9         | Nedflyttad   |
| 2003   | 5    | Division 4 Uppland Västra | 2         | Uppflyttad   |
| 2004   | 4    | Division 3 Uppland        | 5         |              |
| 2005   | 4    | Division 3 Uppland        | 9         | Nedflyttad   |
| 2006   | 5    | Division 4 Uppland Västra | 5         |              |
| 2007   | 5    | Division 4 Uppland Västra | 4         |              |
| 2008   | 5    | Division 4 Uppland Västra | 2         |              |
| 2009   | 5    | Division 4 Uppland Västra | 8         | Nedflyttad   |
| 2010   | 6    | Division 5 Uppland Västra | 4         |              |
| 2011   | 6    | Division 5 Uppland Västra | 6         |              |
| 2012   | 6    | Division 5 Uppland Norra  | 7         | Nedflyttad   |
| 2013   | 8    | Division 6 Uppland        | 2         | Uppflyttad   |
| 2014   | 7    | Division 5 Uppland Västra | –         | Uteslutet    |
| 2015   | 7    | Division 5 Uppland Västra | 2         |              |
| 2016   | 7    | Division 5 Uppland Västra | 6         |              |